# Felice Gasperi
Felice Luigi Stefano Gasperi (født 26. december 1903 i Bologna, død 23. maj 1982 i Città Sant'Angelo) var en italiensk fodboldspiller.
Gasperi var forsvarsspiller og spillede hele sin karriere i Bologna F.C., hvor han opnåede 382 kampe i perioden 1923-1938. Han var her med til at blive italiensk mester fire gange: 1925, 1929, 1936 og 1937. Han var også med til at sikre klubben Mitropa Cup i 1932 og 1934.
Gasperi spillede seks kampe for det italienske landshold mellem 1928 og 1933. Han var udtaget til landsholdet, der vandt en bronze ved OL 1928 i Amsterdam, men fik ikke spilletid i turneringen.